# 케이프 컬러드
케이프 컬러드(Cape Coloured)는 남아프리카 공화국 서부 지역에 사는 다인종의 흑백 혼혈인으로 이루어진 민족을 말하며, 큰 컬러드 집단의 하위 민족이다.